# Katastrofa przy Przylądku Honda

Animacja z nazwami okrętów

Katastrofa przy Przylądku Honda w Kalifornii była najpoważniejszą przedwojenną katastrofą marynarki wojennej Stanów Zjednoczonych. Wydarzyła się wieczorem 8 września 1923 roku kilka mil od północnego wejścia do Santa Barbara Channel. Siedem niszczycieli, które płynęły z szybkością 20 węzłów (37 km/h), uległo zniszczeniu wskutek błędnego manewru wprowadzającego okręty na skały przylądka Honda w środkowej Kalifornii. Dwa inne niszczyciele weszły na mieliznę, ale zdołały z niej zejść o własnych siłach. W katastrofie śmierć poniosło 23 marynarzy. Ofiarom katastrofy wzniesiono na przylądku pomnik.

## Miejsce katastrofy
Przylądek Honda (zwany także przylądkiem Pedernales) znajduje się w pobliżu miejscowości Lompoc, na terenie bazy lotniczej Vanderberg. Jest to miejsce szczególnie niebezpieczne dla kalifornijskiej żeglugi kabotażowej, głównie ze względu na nieprzewidywalne warunki pogodowe, liczne mielizny i skały przybrzeżne. Jedna z nich, znajdująca się około ćwierć mili (~400 m) od przylądka, nosi dziś nazwę Destroyer Rock i tworzy wraz z nim "Diabelską Paszczę" (ang. Devil's Jaw). W dodatku przylądek znajduje się w pobliżu wejścia do zdradzieckiej cieśniny Santa Barbara Channel szerokiej na 12-25 mil (22-45 km) i biegnącej pomiędzy wybrzeżem kalifornijskim a łańcuchem wysepek Channel Islands. W cieśninie panują silne wiatry powodujące sztormowej wielkości fale (20-30 stóp - 7-10 m), co często zmusza do zamknięcia portów w Santa Barbara, Ventura i Oxnard. Wejście do cieśniny tworzy zawirowanie wciągające w jej gardło sztormowe wiatry z otwartego oceanu. Najniebezpieczniejszym obszarem jest odcinek wybrzeża należącego dzisiaj w większości do poligonu bazy lotniczej Vanderberg pomiędzy przylądkiem Honda a przylądkiem Conception, gdzie brzeg Kalifornii gwałtownie skręca ku wschodowi. Na tym odcinku gwałtowny wiatr może zepchnąć statek  na skalisty brzeg. Wejście na skały lub mielizny jest także możliwe w gęstej mgle, która latem często występuje w pasie przybrzeżnym środkowej Kalifornii.

## Przebieg wypadków
Wszystkie zamieszane w wypadek okręty należały do 11. Flotylli Niszczycieli (ang. Destroyer Squadron 11, w skr. DesRon 11) liczącej 14 jednostek typu Clemson. Flotylla, dowodzona przez kpt. Edwarda H. Watsona, podążała z San Francisco do San Diego z zadaniem przejścia – w warunkach bojowych (temat ćwiczenia), a więc bez zmniejszania szybkości - przez Santa Barbara Channel. O godzinie 21.00 flotylla skręciła na wschód z zamiarem wejścia do cieśniny.
W tamtych czasach na okrętach najchętniej posługiwano się nawigacją zliczeniową ustalając pozycję jednostek na podstawie kursu i szybkości (według liczby obrotów śruby). Radionawigacja była w powijakach i marynarze nie ufali danym z radiolatarni. USS "Delphy", okręt flagowy flotylli, był wprawdzie wyposażony w radionamiernik, ale dowódca lekceważył namiary, uznając je za mylne. Nie prowadzono też pomiarów głębokości, w którym to celu należałoby zmniejszyć szybkość, co było sprzeczne z założeniami ćwiczenia. Obliczenia metodą zliczeniową okazały się jednak błędne, a skutki katastrofalne.
Flotyllę prowadził w mgle USS "Delphy", który na pełnej szybkości wszedł na skały przylądka, przewrócił się i zatonął, wcześniej uruchamiając swe syreny, co ostrzegło dowódców kilku dalszych niszczycieli w kolumnie i pozwoliło na uniknięcie jeszcze większych rozmiarów tragedii. Trzech marynarzy USS "Delphy" poniosło śmierć; okręt został później złomowany.
USS "S.P.Lee" (DD-310) podążał kilkaset metrów za okrętem flagowym. Z pomostu dostrzeżono gwałtowne zatrzymanie się USS "Delphy", więc dowódca wydał rozkaz zmiany kursu, ale zamiast w prawo (na pełne morze), w lewo (wprost na brzeg). Złomowany.
USS "Young" (DD-312) nie wykonał żadnego manewru. Dno okrętu zostało rozdarte na podwodnej skale, woda wdarła się do wnętrza i niszczyciel zatonął w ciągu kilku minut przewracając się na prawą burtę. Zginęło 20 marynarzy. Złomowany. 
USS "Woodbury" (DD-309) skręcił wprawdzie w prawo, ale za późno i w efekcie rozbił się o skały Destroyer Rock. Złomowany.
USS "Nicholas" (DD-311) dokładnie tak samo jak jego poprzednik, ale po nieprawidłowym skręcie w prawo, zawisł na skałach. Złomowany.
USS "Farragut" (DD-300) wszedł wprawdzie na mieliznę, ale był w stanie samodzielnie się uwolnić.
USS "Fuller" (DD-297) wylądował na tej samej skale co USS "Woodbury". Złomowany.
USS "Percival" (DD-298) przeszedł tuż obok skał, ale nie doznał żadnych uszkodzeń.
USS "Somers" (DD-301) otarł się o skały i doznał tylko lekkich uszkodzeń.
USS "Chauncey" (DD-296) wszedł na skały próbując ratować marynarzy USS "Younga" stojących na burcie swego przewróconego okrętu. Złomowany.
USS "Kennedy" (DD-306), USS "Paul Hamilton" (DD-307), USS "Stoddert" (DD-302) i USS "Thompson" (DD-305) ominęły skały.

## Przyczyny katastrofy
Przyczynkiem do rozwiązania zagadki katastrofy 11. Flotylli może być nadspodziewanie silny prąd spowodowany trzęsieniem ziemi w okolicach Tokio w poprzednim tygodniu. Prąd ten - tego samego 8 września, ale nieco wcześniej - wyrzucił na brzeg parowiec pocztowy SS Cuba.